# Понте деј Бини (Пистоја)
Понте деј Бини је насеље у Италији у округу Пистоја, региону Тоскана.
Према процени из 2011. у насељу је живело 217 становника. Насеље се налази на надморској висини од 40 м.